# Jüdischer Friedhof (Singhofen)

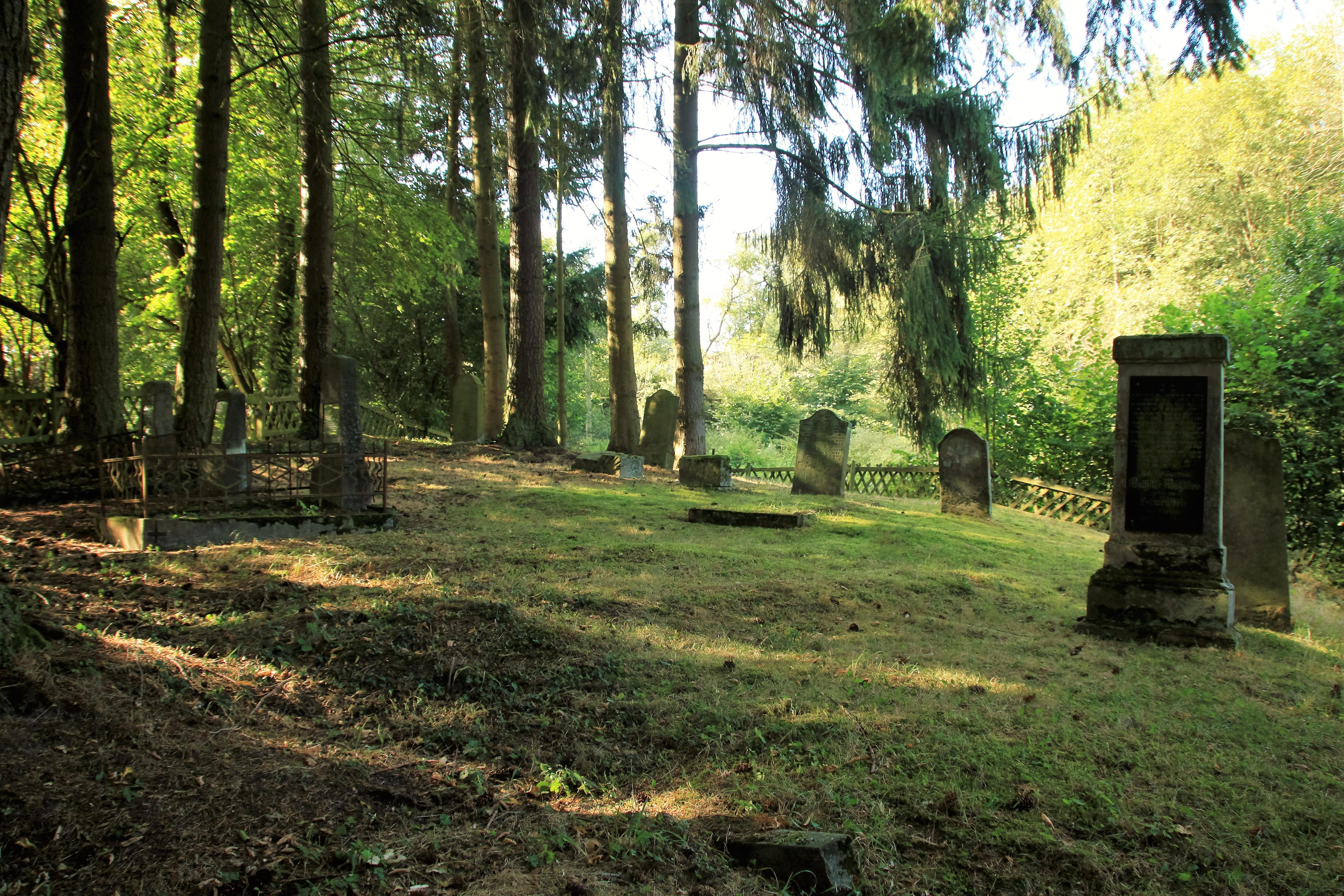
Jüdischer Friedhof in Singhofen

Der Jüdische Friedhof in Singhofen, einer Ortsgemeinde im Rhein-Lahn-Kreis in Rheinland-Pfalz, wurde 1860 angelegt. Der jüdische Friedhof mit einer Fläche von 1533 m² befindet sich östlich des Ortes, links der Dörsbachstraße. Er ist ein geschütztes Kulturdenkmal.
Heute sind noch 17 Grabsteine erhalten.